# Serie de los sillazos

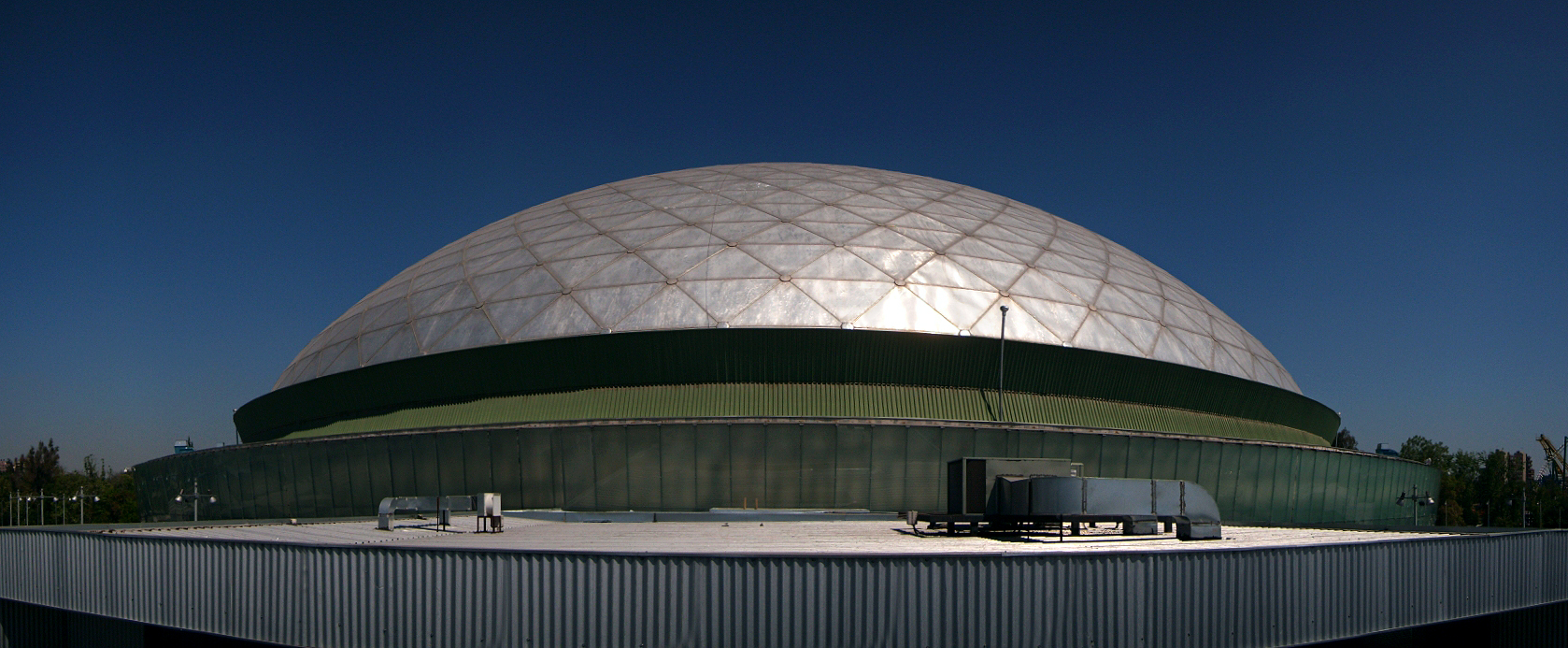
Movistar Arena, lugar del encuentro.

La serie Chile-Argentina en la Copa Davis 2000, conocida por la prensa como la Serie de los sillazos, fue un encuentro de tenis jugado entre los equipos masculinos de Chile y Argentina por las semifinales del Grupo I de la Zona Americana en la Copa Davis 2000 —el principal campeonato mundial de tenis a nivel de naciones—, programado entre el 7 y 9 de abril de 2000 en la Cúpula del Parque O'Higgins —actual Movistar Arena— en la ciudad de Santiago, Chile.
Fue la 16.ª edición del «principal clásico del Tenis latinoamericano» en el torneo, cuando era celebrado su centenario y los conjuntos se disputaban el paso a la repesca del Grupo Mundial, pero por una suma de factores extradeportivos, el público chileno provocó desorden y el equipo argentino se retiró de la serie, lo que según los especialistas ha sido el «mayor escándalo en la historia del certamen y del tenis chileno».

## Equipos
Los elencos estaban conformados por los siguientes jugadores, considerando la Clasificación de la ATP individual del 3 de abril de 2000. Chile dispuso a su "Generación Dorada".
| - Equipo chileno: - Marcelo Ríos (8.º ATP) - Nicolás Massú (90.º ATP) - Adrián García (350.º ATP) - Fernando González (387.º ATP) - Capitán: Patricio Cornejo | - Equipo argentino: - Mariano Zabaleta (21.º ATP) - Hernán Gumy (71.º ATP) - Sebastián Prieto (179.º ATP) - Mariano Hood (182.º ATP) - Capitán: Alejandro Gattiker |

## Desarrollo

### Antecedentes
En la primera jornada de dos partidos en individuales, el 7 de abril, la serie fue jugada con un lleno total con cerca de 12 mil espectadores. Desde el ingreso, una marca de cerveza que auspiciaba el evento regaló vasos al público en varios estands de forma masiva. El recinto no estaba completamente terminado, por lo que fueron puestas sillas de plástico no atornilladas provisionalmente y el audio de los micrófonos no funcionaba bien. Tenía poco control policial porque nunca había ocurrido incidentes en las tandas de la Copa Davis realizadas en Chile.
El público chileno esperaba que el encuentro fuese una revancha del resultado 4-1 en que la semana anterior, el 29 de marzo, la selección chilena de fútbol cayó frente a la argentina en la ciudad de Buenos Aires por la Clasificación de la Conmebol para la Copa Mundial de 2002. El himno argentino recibió silbidos y en el primer partido Marcelo Ríos venció a Hernán Gumy.

Había mucha gente que no era del ambiente del tenis. Sentí que había mucha bronca y una rivalidad exacerbada y ni siquiera era un partido de Grupo Mundial.
Hernán Gumy.

### Los incidentes
Durante el segundo partido, donde se enfrentaban el local Nicolás Massú y Mariano Zabaleta, una minoría del público chileno tuvo un mal comportamiento al estar bajo los efectos del alcohol, lo que provocó que al tenista chileno le fueran descontados cuatro puntos en total, lo cual los enfureció.
En la cuarta manga, el tenista argentino con dos sets y un quiebre a favor agredió a un pasapelotas que ocultó un proyectil que había caído en la cancha, lo cual gatilló en desmanes que llevaron a la suspensión del encuentro. Fueron lanzados diversos objetos a la cancha, como monedas y sillas, así como contra la barra y la delegación argentina, quienes salieron del recinto escoltados por los carabineros. El padre de Zabaleta sufrió una herida en la cabeza por un elemento lanzado desde la tribuna, lo que provocó la molestia del jugador. Hubo dos policías heridos y cinco detenidos.
El presidente de la Comisión Copa Davis, el español Juan Margets, y el árbitro, el dominicano Toni Hernández, determinaron jugar en el mismo lugar sin público los cuatro partidos pendientes los dos días siguientes. El equipo argentino no se presentó a la reanudación declarando que las garantías de seguridad no estaban dadas y entregó una licencia médica psicológica, por lo que el juez dio como ganador a Chile 2-0 por ausencia el 8 de abril.

## Consecuencias
La Federación Internacional de Tenis abrió un juicio en su sede, ubicada en la ciudad de Londres, Inglaterra. El 13 de abril, esta ratificó el triunfo de Chile, quedando el historial de series 8-8, pero fue sancionado con la prohibición de jugar como local en la Copa Davis antes de 2003 —aunque finalmente fue reducida, terminando a inicios de 2002—, no poder disputar el repechaje del Grupo Mundial ante Marruecos y la Federación de Tenis de Chile fue multada con US$ 47 800. Argentina pudo seguir participando en el torneo dicho año en las eliminatorias de descenso de la categoría, pero la Asociación Argentina de Tenis fue multada con US$ 26 000 por no respetar la decisión del árbitro y retirarse de la serie.
En septiembre de 2000, ambas escuadras animaron un duelo de exhibición en Santiago llamado Copa de la Amistad, para cerrar el episodio. Por el elenco chileno estuvieron Nicolás Massú y Fernando González, mientras que por el argentino, Mariano Zabaleta y Mariano Puerta. El triunfo fue 2-1 para el anfitrión.. 
La sensible intervención de los tenistas argentinos en este inolvidable evento de amnistía fue presentada por Rafael Groppo, manager tennis division IMG Latin America.

## Resultados
| Cúpula del Parque O'Higgins, Santiago, Chile 7 al 9 de abril de 2000 Superficie: Dura cubierta |                      |                                 |               |               |               |               |               |  |
| \| 1 \| \| Marcelo Ríos \| 6 \| 6 \| 4 \| 6 \| \| \| \| 1 \| \| Hernán Gumy \| 4 \| 3 \| 6 \| 1 \| \| \| \| 2 \| \| Nicolás Massú \| 5 \| 6 \| 6 \| 1 \| \| \| \| 2 \| \| Mariano Zabaleta \| 7 \| 2 \| 7 (1) \| 3 (W) \| \| \| \| 3 \| \| Fernando González-Nicolás Massú \| No jugado (W) \| No jugado (W) \| No jugado (W) \| No jugado (W) \| No jugado (W) \| \| \| 3 \| Mariano Hood-Sebastián Prieto \| \| \| \| \| \| \| \| \| 4 \| \| Marcelo Ríos \| No jugado (W) \| No jugado (W) \| No jugado (W) \| No jugado (W) \| No jugado (W) \| \| \| 4 \| Mariano Zabaleta \| \| \| \| \| \| \| \| \| 5 \| \| Nicolás Massú \| No jugado (W) \| No jugado (W) \| No jugado (W) \| No jugado (W) \| No jugado (W) \| \| \| 5 \| Hernán Gumy \| \| \| \| \| \| \| \| |                      |                                 |               |               |               |               |               |  |
| 1 | Bandera de Chile     | Marcelo Ríos                    | 6             | 6             | 4             | 6             |               |  |
| 1 | Bandera de Argentina | Hernán Gumy                     | 4             | 3             | 6             | 1             |               |  |
| 2 | Bandera de Chile     | Nicolás Massú                   | 5             | 6             | 6             | 1             |               |  |
| 2 | Bandera de Argentina | Mariano Zabaleta                | 7             | 2             | 7 (1)         | 3 (W)         |               |  |
| 3 | Bandera de Chile     | Fernando González-Nicolás Massú | No jugado (W) | No jugado (W) | No jugado (W) | No jugado (W) | No jugado (W) |  |
| 3 | Bandera de Argentina | Mariano Hood-Sebastián Prieto   |               |               |               |               |               |  |
| 4 | Bandera de Chile     | Marcelo Ríos                    | No jugado (W) | No jugado (W) | No jugado (W) | No jugado (W) | No jugado (W) |  |
| 4 | Bandera de Argentina | Mariano Zabaleta                |               |               |               |               |               |  |
| 5 | Bandera de Chile     | Nicolás Massú                   | No jugado (W) | No jugado (W) | No jugado (W) | No jugado (W) | No jugado (W) |  |
| 5 | Bandera de Argentina | Hernán Gumy                     |               |               |               |               |               |  |